# Porsche RS Spyder

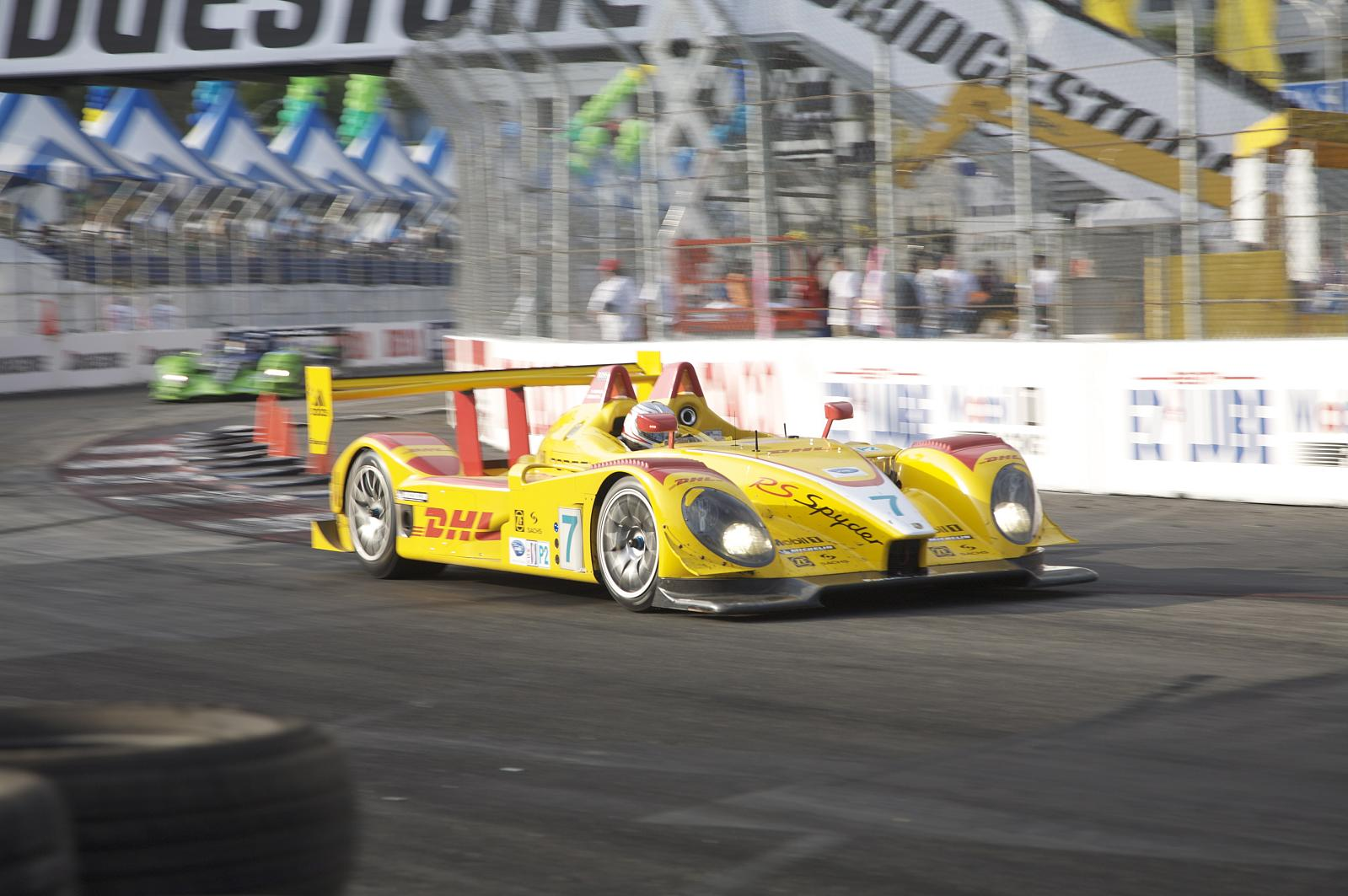
Un Porsche RS Spyder en la carrera de Long Beach de 2008.

El Porsche RS Spyder (código interno: Tipo 9R6) es un automóvil de carreras de resistencia construido por el fabricante alemán Porsche en el año 2005 para competir en la categoría Le Mans Protoype 2 (LMP2). El automóvil marcó el retorno de la marca a los sport prototipos, disciplina en la que había participado por última vez en 1998 con el Porsche 911 GT1.

## Diseño
El RS Spyder fue diseñado completamente en la fábrica por los ingenieros de Porsche con ayuda de Penske Racing. El chasis es un monocasco de fibra de carbono rígido y con el motor y la transmisión como partes integrales. El motor de carreras V8 de 90 grados y de 3.4 litros fue diseñado desde cero, como también la transmisión secuencial electro-neumática con caja de cambios secuencial de seis velocidades. El frenado se confía a pinzas monobloc de aluminio de seis pistones y discos cerámicos de carburo de silicio, montado sobre una suspensión controlada por amortiguadores de muelles ajustables con cuatro parámetros, activados mediante pushrods con resortes de barra de torsión ajustable. El auto pesó en seco 750 kg (inicialmente) y 825 (en el 2010).
En el momento de su presentación en 2005 el motor producía 478 CV (356 kW) pero fue desarrollado y modificado para adaptarse a las reglas cambiantes tanto de ALMS como de ACO. Así el motor de 2008 desarrollaba 503 CV (375 kW), utilizando inyección directa de combustible, y 440 CV (330 kW) con las especificaciones de 2009 debido a las restricciones en la alimentación de aire.

## En la Pista

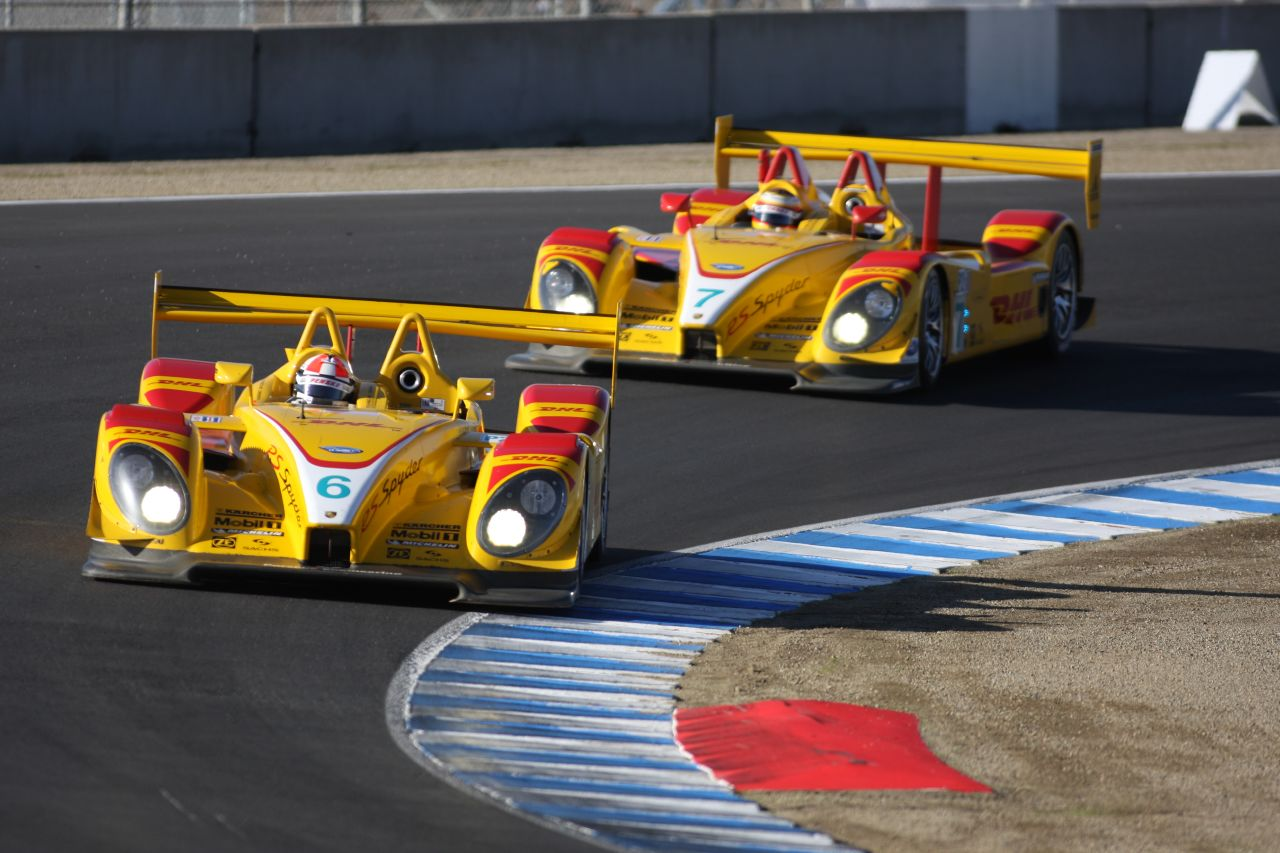
Sascha Maassen al frente de Timo Bernhard, ambos pilotando un RS Spyder en 2007.

El coche hizo su debut en la última fecha de la American Le Mans Series del 2005 en Laguna Seca, entrados por Penske Racing y pilotados por Lucas Luhr y Sascha Maassen; llegaron primero en la clase y quinto en la clasificación final. En el 2006 Penske participó con 2 unidades y se llevó siete victorias en su clase incluyendo una victoria total en Mid-Ohio, siendo la primera de un LMP2 desde 2003 como también el primer gran resultado de Porsche desde su victoria en las 24 Horas de Le Mans en 1998. Esos resultados aseguraron el Título de LMP2 para Penske y el de pilotos con Sacha Maassen.
Para el año 2007, se presentó la versión 2007 del RS Spyder (conocida como RS Spyder Evo), donde se incrementó la potencia a 503 caballos de potencia. Dyson Racing se unió a Penske en la ALMS. El 2007 también fue el año más exitoso del RS Spyder debido a sus 8 victorias generales seguidas con Penske y 3 adicionales en su clase. Ellos nuevamente ganaron la clase LMP2 de la ALMS y el de pilotos LMP2 con Romain Dumas. Durante la temporada el RS Spyder ganó 8 carreras y el Audi R10 TDI, el más potente LMP1 solo cuatro.
Los cambios en el reglamento para el 2008 llevaron al RS Spyder a pesar 825 kg, y Porsche introdujo un nuevo motor con inyección directa que desarrollaba 503 CV. Los pilotos de Penske Timo Bernhard, Romain Dumas y Emmanuel Collard se llevaron la victoria general de las 12 Horas de Sebring de 2008, coincidiendo con el 20 aniversario de la última victoria de Porsche en el pista. Ellos tuvieron otra victoria general en Gran Premio de Utah y también tres victoria más en su clase. En Petit Le Mans Penske entró un tercer coche con tal de llevarse el título de constructores contra Acura. Penske ganó los títulos de equipos y de pilotos en LMP2 con Timo Bernhard y Romain Dumas. Porsche ganó el título de constructores delante de Acura por un solo punto. En Europa el equipo neerlandés conformado por Peter van Merksteijn, Jeroen Bleekemolen y Jos Verstappen llegó en el primer lugar de su categoría en las 24 Horas de Le Mans de ese mismo año, la primera vez que un RS Spyder se inscribió.
- Datos: Q265862
- Multimedia: Porsche RS Spyder / Q265862